# Chézard-Saint-Martin
Chézard-Saint-Martin is een voormalige gemeente in het Zwitserse kanton Neuchâtel. In 2013 is de voormalige gemeente gefuseerd naar de nieuwe gemeente Val-de-Ruz.
Chézard-Saint-Martin telt 1674 inwoners.

## Geboren
- Ami Girard (1819-1900), Zwitsers militair en politicus